# Grotte du Guitarrero
La grotte de Cueva del Guitarrero est située dans la Callejón de Huaylas, une vallée de la province de Yungay, dans la région d'Ancash au Pérou.
La grotte se trouve 50 m au-dessus du Rio Santa et à 2 580 m au-dessus du niveau de la mer.
La caverne se trouve à 2 km au nord de la ville de Shupluy et à 1 km à l'ouest de Mancos, sur la rive ouest du fleuve Santa. Elle a été occupée pendant la période lithique (époque des chasseurs nomades) et la période archaïque (stade de l'agriculture naissante), raison pour laquelle dans ses diverses strates il existe des restes fossiles de cette évolution.
L'entrée de la grotte est orientée vers l'est et a une forme triangulaire irrégulière. La cavité mesure  environ 100 m2 sur 10 m de profondeur.

## Découverte
On doit la découverte et l'exploration à l'archéologue américain Thomas Lynch et son équipe de l'Université Cornell à partir de 1969. Les excellentes conditions de conservation déterminées par la sécheresse de la grotte leur ont permis de récupérer une grande quantité d'informations sur les restes végétaux et animaux qui constituaient l'alimentation de l'homme de Guitarrero. Initialement, la renommée de ce site était due au fait que, selon Lynch, il contenait la plus ancienne preuve d'activité agricole au Pérou et en Amérique, grâce aux graines de haricots datées entre 8500 et 6000 av. J.-C. Cependant, en 1999, Lynch lui-même a corrigé cette date, la réduisant considérablement de plusieurs millénaires. L'homme de Guitarrero n'était alors plus considéré comme le plus ancien horticulteur du Pérou et de l'Amérique, un mérite actuellement attribué à l'homme de Nanchoc, qui vivait dans la haute vallée du Saña, au sud du département du Cajamarca.
La grotte de Guitarrero contient des preuves de l'occupation humaine sur une période qui s'étend du XIe au VIIe millénaire av. J.-C.. Une mandibule et des dents humaines trouvées dans la grotte ont été datées au carbone de 10610 avant notre ère.
Une série de feux de camp a été datée entre 8500 et 7000 ans avant notre ère. Du bois, des os, des bois de cervidés et du cordage de fibres ont été récupérés dans la strate de cette période.
Dans les années 1960, les archéologues ont découvert des artéfacts dans un état de conservation extraordinaire sur le site. Fait remarquable, les textiles, les outils en bois et en cuir et la vannerie ont été conservés intacts. Parmi les artéfacts qui ont été récupérés, il y a des pointes de projectiles en « feuilles de saule » et des pointes lancéolées. Une seule dalle de broyage et un broyeur d'os ont également été récupérés à ce niveau.
Certaines des preuves de la domestication précoce des haricots Phaseolus, du chili, du maïs et d'autres cultivars ont été argumentées en faveur de Guitarrero. Les fibres trouvées dans la grotte remontent à plus de dix mille ans — la plus ancienne découverte en Amérique du Sud. La grotte contenait des paniers fabriqués en torsadant, en bouclant et en nouant des fibres végétales.
Les peintures murales plus récentes datent environ des Ier siècle av. J.-C. au Ier siècle apr. J.-C.
Les habitants de la grotte de Guitarrero sont des ancêtres possibles de la culture Chavín.

## Chronologie
Thomas Lynch a situé quatre strates d'occupation humaine :
- Guitarrero I — De 11000 à 8000 av. J.-C. – Précéramique lithique.
- Guitarrero II — De 8000 à 5600 av. J.-C. – Précéramique archaïque.
- Guitarrero III — À partir de 5780 av. J.-C.
- Guitarrero IV — Dates controversées : De 8225 ± 240 av. J.-C. à 2315 ± 125 av. J.-C.

Les dates attribuées à chacun de ces niveaux ou complexes ont fait l'objet de discussions. D'autres réinterprétations tendent à réduire les dates les plus anciennes.
La date la plus ancienne du premier niveau a été initialement calculée par Lynch à 12 560 ± 360 p.c. (c.-à-d. environ 11000 à 10000 ans avant notre ère).

### Guitarrero I (Lithique)
Les premières bandes de chasseurs-cueilleurs ont dû atteindre la Callejón de Huaylas vers 10000 av. J.-C. À cette époque, les glaciers étaient plus  étendus et ne les hommes ne pouvaient donc pas vivre dans les hautes terres pendant de longues périodes. Ils devaient chercher des zones plus chaudes pour compléter leur cycle annuel de subsistance. Dans ce contexte, la grotte de Guitarrero a dû servir de campement temporaire pendant la saison de chasse, les chasseurs y vivaient une partie de l'année, puis l'abandonnaient temporairement.

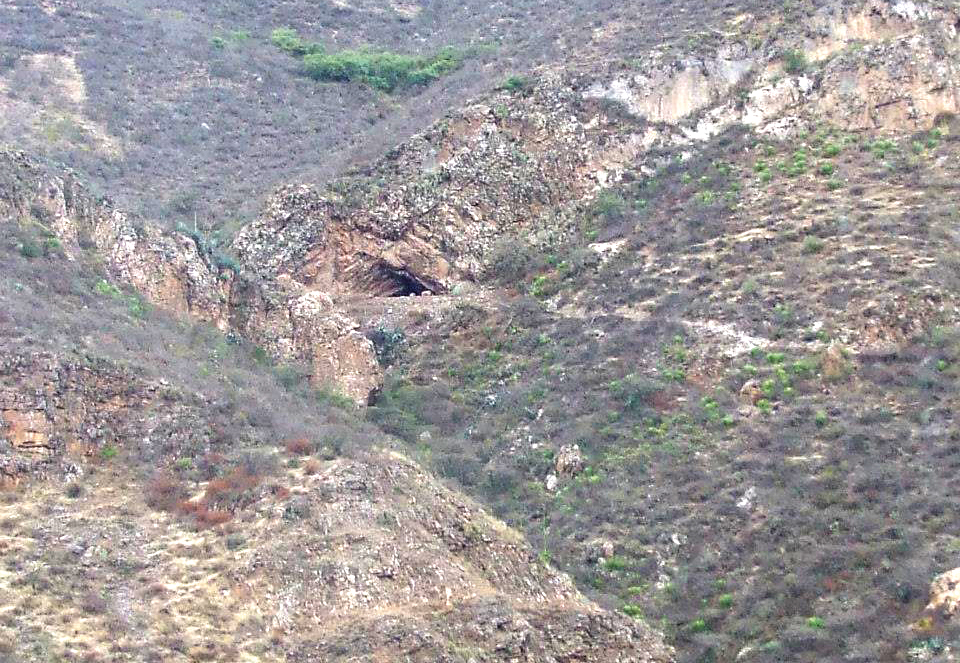
La grotte vue depuis Yungay.

Comme preuve de cette présence humaine, dans les couches les plus profondes de la grotte ont été trouvés des restes de charbon de bois provenant des incendies, ainsi que des artefacts lithiques grossiers : grattoirs, concasseurs, marteaux en pierre, une pointe lancéolée, ainsi qu'un petit couteau biface, tous matériaux que les hommes primitifs ont abandonnés. Associé à cette première occupation ont également été trouvés une prémolaire humaine et une phalange.
L'industrie lithique de Guitarrero I est différente des autres industries de la côte péruvienne, comme celle de Paiján, mais elle partage des éléments généraux avec celle du complexe Ayacucho, situé dans les hautes terres du sud du Pérou.
Le manque d'humidité dans la grotte a également permis la conservation des restes squelettiques abondants d'animaux qui ont permis de déterminer le régime alimentaire de l'homme de Guitarrero. La faune primitive est composée de divers animaux, tels que les viscaches, cobayes sauvages, mouffettes, perdrix, canards, lézards. Un peu plus tard, les restes de cerfs et de quelques camélidés sauvages apparaissent.

### Guitarrero II (Archaïque)
Les vestiges de cette période se composent de restes de charbon de bois provenant de feux, de nombreux objets en bois, en os et en corne, de cordes et de tissus noués de fibres végétales et d'objets lithiques tels que des pointes en forme de lance, une meule de pierre et de nombreux grattoirs.
Au début de la période archaïque, les hommes de Guitarrero ou de la rivière Santa combinèrent leurs activités de chasseurs avec la culture des légumineuses, des piments et des citrouilles, ainsi que la culture des haricots. C'est ainsi qu'a commencé l'étape de l'agriculture naissante.

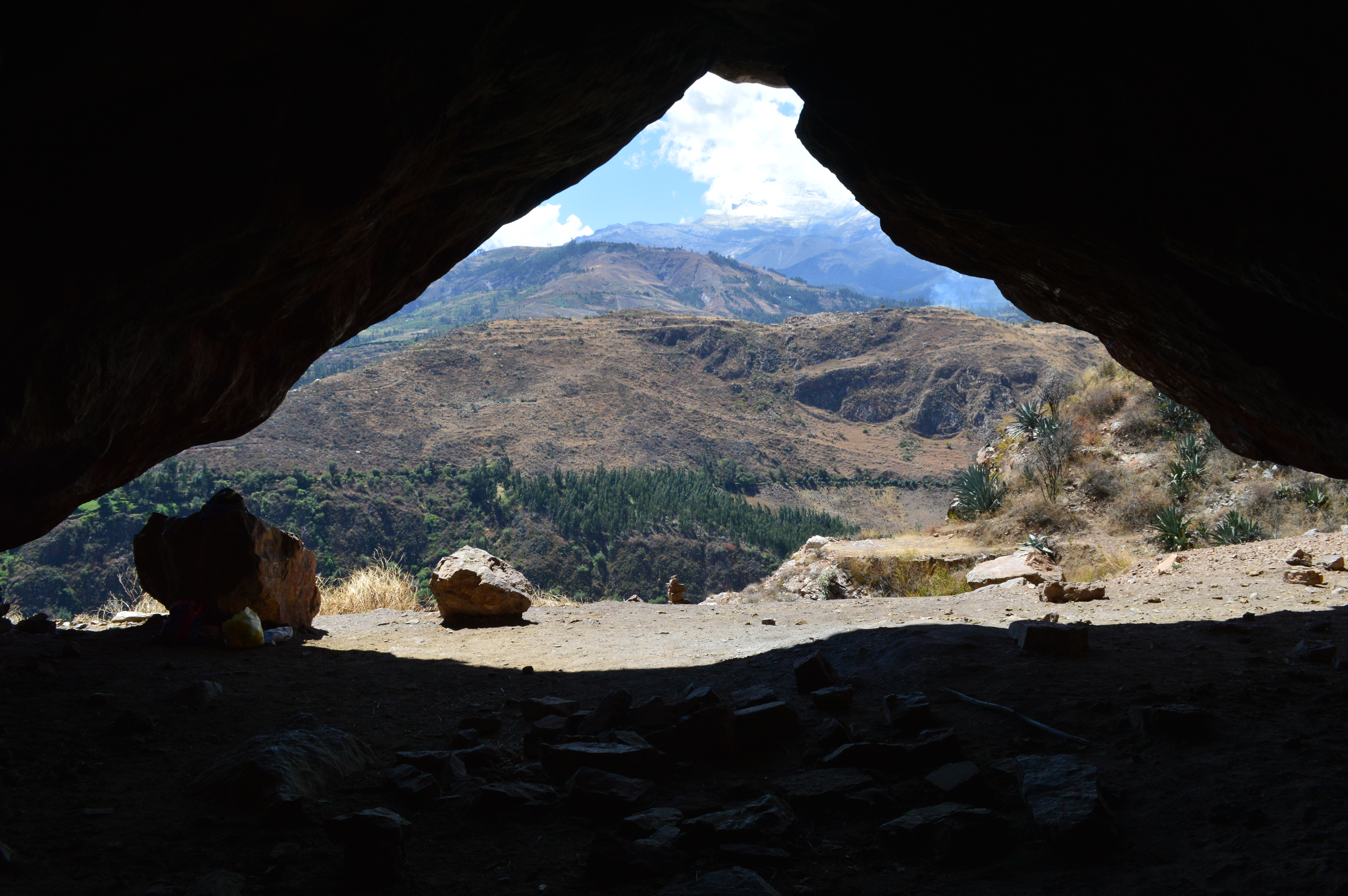
Vue depuis l'intérieur de la grotte.

Pendant longtemps, l'homme de Guitarrero a été considéré comme le premier horticulteur du Pérou et de l'Amérique, et l'un des premiers au monde, en raison d'un calcul erroné de Thomas Lynch, qui a daté les graines de haricots en environ 8500 av. J.-C., c'est-à-dire à l'ère pré-agricole. Cela a conduit à la conjecture que le chasseur-cueilleur de l'époque avait commencé à diversifier son activité économique. Le fait est que Lynch avait initialement utilisé la méthode d'association, c'est-à-dire que les dates n'étaient pas calculées directement à partir des graines mais à partir du charbon de bois des foyers et des fibres textiles associées, une méthode qui se prête à des erreurs car il est toujours possible que les échantillons étudiés proviennent de différentes périodes et soient mélangés par hasard. En 1999, Lynch lui-même, s'appuyant sur de nouvelles techniques de datation par spectrométrie de masse, corrigea cette datation, en l'abaissant entre 3030 et 2890 av. J.-C., c'est-à-dire appartenant à l'archaïsme tardif. Le Phaseolus lunatus a également été trouvé, avec une date de 1880 et 1750 av. J.-C.
Pour certains, il est difficile de penser que l'homme de Guitarreros II a développé une horticulture, en raison de l'emplacement de la grotte. Si les graines avaient été lancées près de la grotte, à cause de la pente des pluies, elles auraient été transportées dans la rivière Santa. C'est plutôt l'idée que les plantes ont été transportées d'autres endroits ; cependant, l'homme aurait pu utiliser la méthode des plateformes. La grotte a également été utilisée comme cimetière dans des périodes ultérieures.

### Qui est l'homme le plus âgé du Pérou?
D'après les travaux de l'archéologue américain Richard MacNeish dans la région d'Ayacucho (1969-1974), l'homme de Pacaicasa (de la strate la plus profonde de la grotte de Piquimachay) était considéré comme le plus ancien du Pérou, avec une antiquité de 20000 av. J.-C. Mais cette hypothèse a été remise en question par d'autres archéologues, comme Augusto Cardich et Duccio Bonavia, qui n'ont pas apporté de preuves suffisantes. D'autres traces humaines plus fiables ont été trouvées à Lauricocha (Huánuco), Guitarrero (Áncash), Paiján (La Libertad) et même dans la phase Ayacucho de Piquimachay, mais aucune d'elles n'a dépassé l'âge de 13000 à 10000 av. J.-C.
Lors de la Première Rencontre internationale des Péruviens, organisée par l'Université de Lima en septembre 1996, archéologues, anthropologues, historiens et autres scientifiques qui ont participé à cet événement ont approuvé l'exposition d'Augusto Cardich, qui a ratifié l'antiquité donnée aux restes de Lauricocha et Guitarrero, mais a remis en question celle de Paccaicasa. Au sujet de la grotte de Guitarrero, il a dit : « C'est une vérité scientifique qu'il s'agit des restes les plus anciens de la population andine ».
L'archéologue Joaquín Narváez Luna a souligné que les dates de Guitarrero données par la datation de charbon de bois des foyers s'établissaient entre 13097 et 12101 av. J.-C., ce qui les plaçaient définitivement à la fin du pléistocène, de sorte que l'homme de Guitarrero serait le plus ancien au Pérou. Cependant, d'autres archéologues comme Danièle Lavallée considèrent comme tel l'homme d'Ayacucho (deuxième phase de la grotte de Piquimachay).

## Cultivars
Certaines des premières plantes cultivées en Amérique du Sud ont été trouvées dans la grotte. Ils incluent :
- Piment (Capsicum baccatum) : apparaît pour la première fois dans la grotte de Guitarrero vers 8500 av. J.-C.
- Oca du Pérou (Oxalis tuberosa) : ce tubercule apparaît d'abord entre 8500 et 7500 av. J.-C.
- Piment habanero (Capsicum chinense) : apparaît d'abord entre 8000 et 7500 av. J.-C.
- Haricot commun (Phaseolus vulgaris) : apparaît d'abord entre 8000 et 7500 av. J.-C.
- Haricot de Lima (Phaseolus lunatus) : apparaît d'abord entre 8000 et 7500 av. J.-C.
- Lucuma (Pouteria lucuma): apparaît d'abord entre 8000 et 5500 av. J.-C.
- Ulluco (Ullucus tuberosus) : apparaît d'abord en 6000 av. J.-C. dans les grottes Tres Ventanas (es) de la province de Huarochirí dans la région de Lima, et ensuite dans la grotte Guitarrero en 5500 av. J.-C. [7].
- Courge (Cucurbita) : apparaît d'abord en 7000 av. J.-C.
- Maïs (Zea mays) : peut-être les premières traces - mais non identifiées de façon concluante - à partir de 6200 av. J.-C. Le maïs a été identifié avec certitude dans la région d'Ayacucho au centre-sud du Pérou dès 4400 à 3100 av. J.-C.